# Cartello di Sonora
Il Cartello di Sonora, anche conosciuto come Organizzazione Caro-Quintero, è stato un cartello del narcotraffico messicano.

## Fondazione
Il Cartello di Sonora è considerato dalla DEA come uno dei più vecchi e ben organizzati cartelli. Le radici del cartello affondano nel Cartello di Guadalajara, che sparì dopo l'arresto, nel 1989, del suo cofondatore Miguel Ángel Félix Gallardo. La zona d'influenza del Cartello di Guadalajara fu divisa tra: il Cartello di Sonora, il Cartello di Tijuana ed il Cartello di Sinaloa.
Il Cartello di Sonora è comandato da Miguel Caro Quintero, fratello del cofondatore del Cartello di Guadalajara, Rafael Caro Quintero. Rafael Caro Quintero fu arrestato in Costa Rica nel 1985 per la tortura e l'uccisione dell'agente speciale della DEA Enrique "Kiki" Camarena Salazar. Miguel Caro Quintero è stato arrestato la prima volta nel 1989, ma si considera comunque che sia ancora lui a mantenere il controllo sul cartello da dietro le sbarre.

## Operazioni
Il Cartello di Sonora è stato uno dei primi cartelli a cominciare il trasporto di cocaina dalla Colombia, in modo particolare dal Cartello di Cali. L'affare fondamentale del cartello è la produzione e distribuzione della marijuana, tra gli altri affari messi in essere c'è quello del trasporto e della distribuzione di metanfetamine.
Operando nel Messico centro-settentrionale, si considerano zone di smercio preferenziali per il cartello l'Arizona, il Texas e la California, dove una rete di ranch, lungo il confine nord della regione, funge da magazzino di raccolta prima del trasporto. Il Cartello di Sonora è principalmente connesso in operazioni nelle zone di Hermosillo, Agua Prieta, Guadalajara (Messico), Culiacán, San Luis Potosí, Sinaloa e Sonora.